# Ermida de São Sebastião (Alvito)
A Ermida de São Sebastião é um monumento religioso na freguesia e no Município de Alvito, em Portugal.
Foi classificada como Imóvel de Interesse Público pelo Decreto n.º 44075, de 5 de Dezembro de 1961.

## Descrição
A ermida está situada no Rossio de São Sebastião, numa área a Sudeste do centro urbano de Alvito.
Tem uma planta simples, de configuração longitudinal, formada por dois corpos rectangulares justapostos, de alturas diferentes, correspondentes à nave e à capela-mor. Foi construída de forma a ficar virada de ocidente para oriente. Adossados às paredes exteriores são visíveis catorze contrafortes, em forma de tronco de cone, que são rematados por acrotérios prismáticos coroados por pináculos piramidais. A empena da capela-mor termina em merlões chanfrados, enquanto que o restante edifício é rematado por uma platibanda simples. A entrada da ermida faz-se através de uma porta ogival, encimada por um óculo e depois a sineira.
Integra-se em geral nos estilos tardo-gótico alentejano e estilo manuelino, com elementos de tipologia mudéjar, ou seja, inspirados na antiga arte islâmica, algo que se encontra também noutros monumentos de Alvito, como o Castelo e a Igreja Matriz. A influência muçulmana é principalmente visível nas fachadas, nos merlões chanfrados e nos contrafortes. Devido à presença destes elementos, a ermida pode ser considerada como um santuário fortificado alentejano, de tipologia manuelina e mudéjar, sendo bastante similar a outros exemplos na região, como as ermidas de São Brás, em Évora e Santo André, em Beja. No concelho de Alvito também se encontra um santuário da mesma tipologia, com várias semelhanças em termos de volumetria e espaços interiores, a Capela de São Bartolomeu.
No interior, destaca-se o seu conjunto de pinturas murais seiscentistas na abóbada, provavelmente da autoria de José de Escobar, e que retratam anjos músicos. As paredes também estão cobertas por frescos, formando painéis representando vários santos, com molduras de motivos naturais, além de um rodapé simulando azulejos de desenhos geométricos.

## História
O imóvel foi construído nos finais do século XV, talvez por volta de 1485, numa área que estão estava situada fora das muralhas da vila, prática que era comum em santuários dedicados a santos que eram considerados protectores contra as epidemias, como era o caso de São Sebastião. Com efeito, a construção da ermida pode estar ligada a uma epidemia de peste que atingiu o país nos finais da década de 1470. Em 1611, foram executadas as pinturas murais na abóbada.
Antes de se construir a ermida, a zona era ocupada por vários silos, provavelmente de cronologia medieval, tendo alguns ficado por debaixo dos alicerces do edifício.
Em Julho de 2025, a Câmara Municipal informou que já tinham sido concluídos os trabalhos de requalificação da área envolvente à ermida, que incluíram a instalação de uma calçada para melhorar as condições de acessibilidade ao monumento.<ref>«Câmara Municipal de Alvito melhora espaço envolvente da Ermida de São Sebastião». Rádio Voz da Planície. 8 de Julho de 2025. Consultado em 9 de Julho de 2025<7ref>

## Leitura recomendada
- BARROS, Maria de Fátima Rombouts de. Alvito: História e histórias. Beja e Alvito: Região de Turismo da Planície Dourada e Câmara Municipal de Alvito. 79 páginas. ISBN 978-989-95488-4-8
- ESPANCA, Túlio (1992). Inventário Artístico de Portugal - Distrito de Beja. Volume 1. Lisboa: Editora · Academia Nacional de Belas Artes
- GONÇALVES, Catarina Valença (1999). A Pintura Mural no concelho de Alvito - séculos XVI a XVII. Alvito: Câmara Municipal de Alvito
- SOUSA, Catarina Vilaça (2006). Roteiro turístico terras do fresco: Alvito, Cuba, Portel, Viana do Alentejo, Vidigueira. Cuba: Associação de Municípios de Alentejo Central. 175 páginas
- VALÉRIO, António João (1994). Arte e História no Concelho de Alvito. Guia para uma Visita. Alvito: Câmara Municipal de Alvito